# 明化産業
明化産業株式会社（めいかさんぎょう）は、大阪府大阪市天王寺区に本社を置く化粧品製造企業である。1945年創業。

## 会社概要
「クレオパトラ」ならびに「キャメリー」などのブランドを持つ化粧品メーカー。マルメロの実から抽出した成分を中心とした自然派化粧品を製造販売している。
工場及び研究所は大阪府柏原市に所在しており、創業から一貫して、関西を地盤としている。
上記のように関西を地盤として、関西より西日本での知名度は高いが、大阪に所在する本社ならびに工場のみで営業を続けていることや、他の地域に支店・営業所がないことから、東京より東での知名度は決して高くはない。
平成２８年９月１日事業停止。同年１０月２０日破産手続き開始。